# Art Spiegelman
Artie Spiegelman (Estocolmo (Suecia), 15 de febrero de 1948) es un historietista estadounidense, hijo de una familia judía polaca.
Procedente del underground y consciente de las corrientes artísticas contemporáneas, se convirtió a principios de los años 80 en uno de los más influyentes historietistas alternativos de su país, tanto por su obra propia (entre la que destaca Maus, en la que denunció el Holocausto a partir de la experiencia vital de sus padres judíos perseguidos por los nazis) como por su trabajo de editor y de estudio del medio a través de la revista Raw. Ha influido notablemente a la generación más joven de autores estadounidenses, como Craig Thompson o Alex Robinson.

## Biografía

### Infancia y juventud
Su padre, Vladek, y su madre, Anja (apellidada Zylberberg de soltera), eran judíos polacos supervivientes del campo de exterminio de Auschwitz. Emigraron en 1951 a Estados Unidos, donde residían los últimos miembros vivos de la familia, llevando consigo a su hijo Art, de muy corta edad. Fijaron en el país norteamericano su lugar definitivo de residencia.
Un condicionante de la vida de Art Spiegelman es el fallecimiento de su hermano Richieu durante la II Guerra Mundial a consecuencia del holocausto o genocidio judío. Aunque dicha defunción tuvo lugar con anterioridad al nacimiento de Spiegelman, este afirma en su obra Maus que siempre sintió rivalidad con la fotografía del hermano difunto al que nunca conoció y a cuya muerte nunca lograron sobreponerse sus padres.
Spiegelman se crio en Rego Park, barrio del distrito de Queens, en la ciudad de Nueva York. Estudió cartooning, unos estudios de grado medio similares a la formación profesional española, enfocados hacia el campo profesional de la historieta y la animación, en la School of Art and Design de Manhattan. Comenzó a hacer trabajos profesionales de dibujante a la edad de dieciséis años. Asistió a la neoyorquina Universidad de Binghamton, llamada Harpur College por aquel entonces. Aunque el deseo de sus padres era que fuese dentista, sobresalía en arte y filosofía. Si bien no logró terminar sus estudios superiores, treinta años después de abandonarlos fue nombrado doctor honoris causa por la misma universidad que vio como no terminaba su carrera. En sus años universitarios, Spiegelman fue alumno y amigo del director de cine Ken Jacobs, con quien fundó el departamento de cine de la Universidad de Binghamton. La labor y pensamiento de este cineasta dejaron una fuerte impronta en toda la obra de Spiegelman.

### Carrera profesional
Trabajó en los años 1960 bajo el seudónimo de Skeer Grant. A finales del otoño de 1968 se vio aquejado de una breve, aunque grave, crisis nerviosa que lo llevó al psiquiátrico. Aunque recobró la salud ese mismo año, poco después del alta se produjo el suicidio de su madre, y Art, quizá por razones de tipo terapéutico, empezó una febril producción de historietas, en una línea vanguardista e introspectiva, que publicó en la prensa alternativa. Son de esta época sus obras Funny Animals, Bizarre Sex y Roxy Funnies.
En los años 1970 fue también bastante prolífico, con obras como The Complet Mister Infinity, The Viper, Villainy and Vickedness, Ace Hole y otras. En 1977 publicó una recopilación de algunos de sus trabajos titulada Breakdowns. Fue director de varias publicaciones y entre 1975 y 1976 codirigió, con Bill Griffith, la lujosa revista Arcade.
En 1980 fundó junto a su esposa, la francesa Françoise Mouly, la revista de vanguardia Raw, en la que participaron historietistas de vanguardia americanos y europeos. Fue en esta revista donde publicó por entregas desde 1980 la obra que le reportó fama mundial: Maus. Un primer volumen recopilatorio fue publicado por la editorial estadounidense Pantheon en 1986 con el nombre de A Survivor's Tale o My Father Bleeds History, y que en español se tituló Mi padre sangra historia; el segundo llegó a manos de los lectores en 1991 bajo el nombre de And here my Troubles began, titulándose en castellano Y aquí comenzaron mis problemas. Posteriormente, Maus ha sido publicada en muchas ocasiones en un único libro que incluye los dos volúmenes. Esta obra atrajo una atención inusitada en el mundo del cómic, llegando a ser expuesta en el Museo de Arte Moderno de Nueva York (MOMA), a obtener dos Premios Pulitzer y una beca de la Fundación Guggenheim.
En 2004 realizó Sin la sombra de las torres, donde ofrece su visión del ataque terrorista a las Torres Gemelas el 11 de septiembre de 2001 y las secuelas psicológicas que trajo el atentado.

## Premios
- 1982 Premio Yellow Kid para el mejor autor extranjero en el festival de Lucca, Italia.
- 1987 Premio Inkpot en los Estados Unidos.
- 1988 Premio Adamsom, en Suecia.
- 1988 Premio a la Mejor Historieta para Maus en la Feria Internacional de la Historieta de Angulema, Francia.
- 1988 Premio Urhunden al Mejor Álbum Extranjero para Maus, Suecia.
- 1990 Premio Max y Moritz especial para Maus en el Salón de Erlangen, Alemania.
- 1992 Premio Pulitzer a la Mejor Obra de Citaciones Y Premio Especial por Maus, EE. UU.
- 1992 Premio Eisner a la Mejor Novela Gráfica (Reimpresión) para Maus, EE. UU.
- 1992 Premio Harvey a la Mejor Novela Gráfica de una Obra previamente publicada para Maus, EE. UU.
- 1993 Premio a la Mejor Historieta para Maus II en la Feria Internacional de la Historieta de Angulema (Francia).
- 1993 Premio Urhunden al Mejor Álbum Extranjero para Maus II (Suecia).
- 1999 Membresía del Salón de la Fama de los Premios Eisner (EE. UU.).